# Afzalpur
Afzalpur é uma panchayat (vila) no distrito de Gulbarga, no estado indiano de Karnataka.

## Geografia
Afzalpur está localizada a 17° 12′ N, 76° 21′ L. Tem uma altitude média de 408 metros (1338 pés).

## Demografia
Segundo o censo de 2001, Afzalpur tinha uma população de 19 114 habitantes. Os indivíduos do sexo masculino constituem 52% da população e os do sexo feminino 48%. Afzalpur tem uma taxa de literacia de 54%, inferior à média nacional de 59,5%; com 60% para o sexo masculino e 40% para o sexo feminino. 15% da população está abaixo dos 6 anos de idade.